# 丹尼尔·普拉萨
丹尼尔·普拉萨（西班牙語：Daniel Plaza，1966年7月3日—），西班牙男子田径运动员。他曾代表西班牙参加1988年、1992年和1996年夏季奥林匹克运动会田径比赛，其中1992年奥运会获得一枚金牌。